# Châteaugay
 Châteaugay  es una población y comuna francesa, situada en la región de Auvernia, departamento de Puy-de-Dôme, en el distrito de Riom y cantón de Riom-Ouest.

## Demografía
| 1452 | 1847 | 2144 | 2410 | 3050 | 2963 |
| Para los censos de 1962 a 1999 la población legal corresponde a la población sin duplicidades (Fuente: INSEE [Consultar]) |      |      |      |      |      |